# Local Bus
Local Bus（ローカルバス）は日本の音楽バンド。BMG JAPAN、元アミューズ所属。グループ名は、2016年よりLOCAL BUSと表記されている。

## メンバー
- 野見山睦未（のみやま むつみ）

ボーカル、作詞、作曲
福岡県飯塚市出身
- 永嶋圭司（ながしま けいじ）

ギター、編曲
福岡県鞍手郡宮田町（現・宮若市）出身

## 概要
共通の友達を通じて知り合い、1998年に結成。メジャーデビュー前は3人で活動をしていたが、日にちを重ねるうちに現メンバーのユニット形式となる。
Local Busの名前には、二人の共通項が福岡県の田舎であったことから「Local」、同じ目的地に向かっていくことから「Bus」という、音楽という同じ目的地に向かっていこうという意味がある。
2002年10月9日にシングル『ansa-』でメジャーデビュー。続いて2002年11月20日に1stアルバム『椋鳥ロビン』を発売し、2003年6月4日に2ndミニアルバム『8 trees mountain』を発売した。2004年3月17日にシングル『桜見丘』を発売し、タイトル曲「桜見丘」は、PlayStation 2用ゲーム『ポポロクロイス 月の掟の冒険』主題歌、テレビ東京系アニメ『ポポロクロイス』後半エンディングテーマとして起用された。
2009年11月12日発売のPlayStation Portable用ゲーム『ひぐらしの哭く頃に 雀』のエンディングテーマとして「あなたは私の鏡（秋風ver.）」を発表。
2013年12月28日にシングル『MOVEMENT』を発売。2016年3月3日にデビュー前の音源を復刻した『Busman’s Holiday』を発売。2017年5月1日には14年ぶりのアルバム『BABY』を発売した。
2022年11月10日に5年ぶりの新曲として『Unlucky』を発売。2022年11月26日にはメジャーデビュー20周年ライブとして早稲田奉仕園スコットホールでLIVE〝秋風に抱かれ〟を開催した。2024年3月1日に同日のライブ録音をアルバム化したライブアルバム『〝秋風に抱かれ〟20th Anniversary LIVE』を発売。

## ディスコグラフィー

### シングル
- ansa-（2002年10月9日）

1. ansa-
2. 間取り_6畳
3. とかげ5

- 桜見丘（2004年3月17日）

PlayStation 2用ゲーム『ポポロクロイス 月の掟の冒険』主題歌、テレビ東京系アニメ『ポポロクロイス』後半エンディングテーマ。
1. 桜見丘
2. my wish
3. 桜見丘（Instrumental）

- MOVEMENT（2013年12月28日）

1. MOVEMENT
2. It’s a fantastic place
3. 月をくれろと鳴く子かな

- Unlucky（2022年11月10日）

ノベルゲーム「虹色宝石譚」エンディングテーマ。
1. Unlucky
2. Unlucky Instrumental

### アルバム
- 椋鳥ロビン（2002年11月20日）

1. 椋鳥ロビン
2. トリトブ部屋
3. Speed star
4. Sleeping
5. Summer#14
6. ミチユク日々
7. Under the sun
8. キャシーM
9. Knock
10. Day after day
11. Is this…？
12. a call

- 8 trees mountain（2003年6月4日）

1. From Texas
2. People life
3. 枯れない花
4. chekeloppa
5. Have a good day
6. Whistle blow

- Busman’s Holiday（2016年3月3日）

デビュー前の音源を揃えたミニアルバム。2023年8月23日にリマスター版が配信された。
1. T_O_L_B
2. Lemon & Orange
3. 世界
4. Simple
5. CONFUSED
6. Jeff
7. 泡沫日和

- BABY（2017年5月1日）

1. BABY
2. ELBOW（L）
3. 月をくれろと鳴く子かな
4. MOVEMENT
5. It’s a fantastic place
6. ELBOW（R）
7. HAIKU

- 〝秋風に抱かれ〟20th Anniversary LIVE（2024年3月1日）

2022年11月26日、早稲田奉仕園スコットホールでのライブ録音。収録曲の映像を見ることができるQRコードを特典として付属。
1. 23区 　 Rehearsal（Unreleased）
2. ansa-（From Single “ansa-”）
3. From Texas（From Mini Album “8 trees mountain”）
4. 間取り_6畳（From Single “ansa-”）
5. MOVEMENT（From Album “BABY”）
6. キャシーM（From Album “椋鳥ロビン”）
7. ELBOW(L)（From Album “BABY”）
8. 交響（Unreleased）
9. ミチユク日々（From Album “椋鳥ロビン”）
10. Speed star（From Album “椋鳥ロビン”）
11. 枯れない花（From Mini Album “8 trees mountain”）
12. 桜見丘（From Single “桜見丘”）
13. Whistle blow（From Mini Album “8 trees mountain”）
14. とかげ5（From Single “ansa-”）

## カバー
- 「THE IDOLM@STER MASTER ARTIST 4 11 萩原雪歩」で「桜見丘」が萩原雪歩（浅倉杏美）にカバーされた。